# Muzički spot
Muzički spot, ili samo spot, promotivni je kratki film za pesme u popularnoj muzici. Muzički spotovi počeli su da se naširoko puštaju na televiziji početkom 80-ih godina 20. veka. Mnoge istoimene pesme istih izvođača imaju dva, tri ili više različitih spotova.
Muzički spotovi koriste širok spektar stilova i savremenih tehnika snimanja video zapisa, uključujući animaciju, akciju uživo, dokumentarne i nenarativne pristupe, poput apstraktnog filma. Neki muzički spotovi kombinuju različite stilove sa muzikom, poput animacije i akcije uživo. Kombinovanje ovih stilova i tehnika postalo je popularnije zbog raznolikosti koju nude publici. Mnogi muzički spotovi tumače slike i scene iz teksta pesme, dok drugi imaju tematski pristup. Postoje i muzički spotovi koji nemaju nikakav koncept, jer su samo snimljena verzija koncertnog nastupa pesme uživo.

## Istorija i razvoj
Godine 1894, izdavači notnih zapisa Edvard B. Marks i Džo Stern unajmili su električara Džordža Tomasa i razne umetnike radi promovisanja prodaju njihove pesme „The Little Lost Child”. Koristeći magični fenjer, Tomas je projektovao niz statičnih slika na ekranu istovremeno sa nastupima uživo. Ovo je postao popularan oblik zabave poznat kao ilustrovana pesma, što je prvi korak ka muzičkom spotu.

### 1926–1959: Kratki filmovi
Sredinom 1940-ih, muzičar Luis Džordan je snimio kratke filmove za svoje pesme, od kojih su neki spojeni u dugometražni film Lookout Sister. Ovi filmovi su, prema istoričaru muzike Donaldu Klarku, bili „preci” muzičkog spota.
Muzički filmovi bili su još jedan važan prethodnik muzičkog spota, a nekoliko poznatih muzičkih spotova imitiralo je stil klasičnih holivudskih mjuzikla od 1930-ih do 1950-ih. Jedan od najpoznatijih primera je Madonin spot iz 1985. godine za „Material Girl” (režija Mari Lambert) koji je blisko modelovan po uzoru na postavku Džeka Kola „Diamonds Are a Girl's Best Friend” iz filma Gentlemen Prefer Blondes. Nekoliko video zapisa Majkla Džeksona prikazuje nepogrešiv uticaj plesnih sekvenci u klasičnim holivudskim mjuziklima, uključujući i prelomno delo „Thriller”, i „Bad” u režiji Martina Skorseza, na koji su uticale stilizovane plesne „borbe” u filmskoj verziji West Side Story. Prema projektu internetske preciznosti, DJ/pevač Dž. P. „The Big Bopper” Ričardson prvi je skovao izraz „muzički video”, 1959.
U svojoj autobiografiji, Toni Benet tvrdi da je stvorio „... prvi muzički video” kada je snimljen kako hoda duž Serpentina u Hajd Parku u Londonu 1956. godine, pri čemu je rezultirajući klip bio postavljen na njegov snimak pesme „Stranger in Paradise”. Snimak je poslat na britanske i američke televizijske stanice i emitovan u emisijama, uključujući Dik Klarkovu emisiju American Bandstand.
Moguće je da je najstariji primer promotivnog muzičkog spota sličnog sa apstraktnijim, modernim video zapisima čehoslovački „Dáme si do bytu” („Hajdemo u stan”) nastao 1958. godine u režiji Ladislava Ričmana.

## Spot kao moderna i postmoderna
Prema autoru Majklu Šoru (Mikael Shore), muzički spot simbolizuje produžetak kulturnih stavova i moderne umetnosti vezane za 20. vek. Moderna umetnost i kultura je preoblikovala, zaobilazila ili uništavala uspostavljene tradicije i konvencije narativne logike i slikovnog predstavljanja. Isticanje slike i montaže nad naracijom i likom je asimilacija ove moderne tradicije. Po njemu, muzički spot je popularni, a ne ezoterični medij koji je preneo avangardne stavove i tehnike u mejnstrim.
Prema Enciklopediji Britanika, muzički spot je u svojoj suštini reklama, i poput nje suštinski postmoderna umetnička forma: hibridna, parazitska, prisvojna, često kompromitovana zbog reklamnog prizvuka ili potcenjena zbog umetničkih pretenzija.

## Literatura
- Banks, Jack (1996). Monopoly Television: Mtv's Quest to Control the Music. Westview Press. ISBN 0-8133-1820-3...
- Burns, Lori A. and Stan Hawkins, eds. (2019). The Bloomsbury Handbook of Popular Music Video Analysis. Bloomsbury Publishing USA. ISBN 9781501342332.
- Clarke, Donald (1995). The Rise and Fall of Popular Music. St. Martin's Press. ISBN 0-312-11573-3.
- Denisoff, R. Serge (1991). Inside MTV. New Brunswick: Transaction publishers. ISBN 0-88738-864-7.
- Durant, Alan (1984).  Cited in Middleton, Richard (1990/2002)., ур. Studying Popular Music. Philadelphia: Open University Press. ISBN 0-335-15275-9.
- {{cite book|author=Frith, Simon]], Andrew Goodwin|author2=[[Lawrence Grossberg|authorlink=Simon Frith|title=Sound & Vision. The music video reader|location= London|publisher=Routledge|year=1993|isbn=0-415-09431-3|pages=}}
- Goodwin, Andrew (1992). Dancing in the Distraction Factory: Music Television and Popular Culture. University of Minnesota Press. ISBN 0-8166-2063-6...
- Illescas, Jon E (2015). La Dictadura del Videoclip. Industria musical y sueños prefabricados. ISBN 978-84-16288-55-7.. El Viejo Topo.
- Johnson, Henry & Oli Wilson. „“Music video and online social media: A case study of the discourse around Japanese imagery in the New Zealand indie scene.””. Sites: A Journal of Social Anthropology & Cultural Studies. 13 (2): 163—186. 2016. ISSN 1179-0237.
- Kaplan, E. Ann (1987). Rocking Around the Clock. Music Television, Postmodernism, and Consumer Culture. London & New York: Routledge. ISBN 0-415-03005-6.
- Keazor, Henry; Wübbena, Thorsten. Rewind, Play, Fast Forward: The Past, Present and Future of the Music Video. transcript Verlag. 2010. ISBN 383761185X.
- Kleiler, David (1997). You Stand There: Making Music Video. Three Rivers Press. ISBN 0-609-80036-1...
- Middleton, Richard (1990/2002). Studying Popular Music. Philadelphia: Open University Press. 1990. ISBN 0-335-15275-9.
- Shore, Michael (1984). The Rolling Stone book of rock video. New York: Quill. ISBN 0-688-03916-2.
- Turner, G. „Video Clips and Popular Music”. in Australian Journal of Cultural Studies. 1./1,1983, 107–110
- Vernallis, Carol (2004). Experiencing Music Video: Aesthetics and Cultural Context. Columbia University Press. ISBN 0-231-11798-1...
- Thomas Dreher: History of Computer Art Chap. IV.2.1.4.2: Music Videos.
- Choi, Dooyoung; DeLong, Marilyn (2019-12-01). „Defining Female Self Sexualization for the Twenty-First Century”. Sexuality & Culture (на језику: енглески). 23 (4): 1350—1371. ISSN 1936-4822. S2CID 189973539. doi:10.1007/s12119-019-09617-3.
- Oyesomi, Kehinde; Salawu, Abiodun (2018-12-01). „Influence of Sexualisation of Women in Music Videos on the Body Image of Nigerian Female Youths”. Gender & Behaviour. 16 (3): 12059. ISSN 1596-9231. Архивирано из оригинала 06. 12. 2019. г. Приступљено 08. 09. 2021.
- Seidman, S. A. (1992). „Profile: An investigation of sex‐role stereotyping in music videos”. Journal of Broadcasting & Electronic Media. 36 (2): 209—216. doi:10.1080/08838159209364168.
- Sun, S. W.; Lull, J. (1986). „The adolescent audience for music videos and why they watch”. Journal of Communication. 36 (1): 115—125. doi:10.1111/j.1460-2466.1986.tb03043.x.
- Gow, Joe (21. 5. 2009). „Reconsidering gender roles on MTV: Depictions in the most popular music videos of the early 1990s”. Communication Reports. 9:2: 151—161. Приступљено 14. 11. 2019 — преко Taylor & Francis.
- Alexander, Susan (1999). „The Gender Role Paradox in Youth Culture: An Analysis of Women in Music Videos”. Michigan Sociological Review. Vol. 13 (Fall 1999): 46—64. JSTOR 40969035.
- Wallis, Cara (2011). „Performing gender: A content analysis of gender display in music videos”. Sex Roles. 64 (3–4): 160—172. S2CID 145018960. doi:10.1007/s11199-010-9814-2.
- Turner, Jacob (22. 5. 2008). „Hegemony, Hedonism, and Hip-Hop: An Examination of the Portrayal of Race and Sexuality in Music Videos”. Paper Presented at the Annual Meeting of the International Communication Association. Архивирано из оригинала 18. 4. 2019. г. Приступљено 14. 11. 2019.
- Carpentier, Francesva (децембар 2014). „When Sex Is on the Air: Impression Formation After Exposure to Sexual Music”. Sexuality & Culture. 18:4 (4): 818—832. S2CID 144538576. doi:10.1007/s12119-014-9223-8.
- Mischner, Isabelle (јануар 2013). „Thinking Big: The Effect of Sexually Objectifying Music Videos on Bodily Self-Perception in Young Women”. Body Image. 10 (1): 26—34. PMID 22960001. doi:10.1016/j.bodyim.2012.08.004.
- Wright , Rubin, Chrysalis , Mark (2017). „Get lucky! Sexual content in music lyrics, videos, and social media and sexual cognitions and risk among emerging adults in the USA and Australia”. Sex Education. 17: 41—56. S2CID 151835862. doi:10.1080/14681811.2016.1242402.
- Dhaenens, Frederik (2016). „Reading Gay Music Videos: An Inquiry Into the Representation of Sexual Diversity in Contemporary Popular Music Videos”. Popular Music and Society. 39 (5): 532—546. S2CID 191291276. doi:10.1080/03007766.2015.1068530.
- „Meghan Trainor - All About That Bass (Official Music Video)”. YouTube. Архивирано из оригинала 31. 8. 2015. г. Приступљено 14. 11. 2019.
- DaSilva, Matthew (28. 10. 2019). „Spotify is still the king of music streaming—for now”. qz.com. Архивирано из оригинала 5. 11. 2019. г. Приступљено 14. 11. 2019.
- Robillard, Alyssa (2012). „Music Videos and Sexual Risk in African American Adolescent Girls”. American Journal of Health Education. 43 (2): 93—103. S2CID 146277708. doi:10.1080/19325037.2012.10599224.
- Turner, Jacob (2011). „Sex and the Spectacle of Music Videos: An Examination of the Portrayal of Race and Sexuality in Music Videos”. Sex Roles. 64 (3–4): 173—191. S2CID 144902122. doi:10.1007/s11199-010-9766-6.
- „Media Portrayals and Black Male Outcomes”. The Opportunity Agenda. Архивирано из оригинала 27. 3. 2019. г. Приступљено 2019-03-25.
- Wang, Any. „How K-Pop Conquered the West”. Rolling Stone. Rolling Stone. Архивирано из оригинала 27. 3. 2019. г. Приступљено 25. 3. 2019.
- Jung, Eun-Young (2010). „Playing the Race and Sexuality Cards in the Transnational Pop Game: Korean Music Videos for the USA Market”. Journal of Popular Music Studies. 22 (2): 219—236. doi:10.1111/j.1533-1598.2010.01237.x.
- Turner, Jacob S. (фебруар 2011). „Sex and the Spectacle of Music Videos: An Examination of the Portrayal of Race and Sexuality in Music Videos”. Sex Roles. 64 (3–4): 173—191. ISSN 0360-0025. S2CID 144902122. doi:10.1007/s11199-010-9766-6.
- VanDyke, Erica (2011). „Race, Body, and Sexuality in Music Videos”. scholarworks.gvsu.edu. Архивирано из оригинала 8. 10. 2018. г. Приступљено 14. 11. 2019.

## Spoljašnje veze
- — Perspective on Music Video Analys by Sven E Carlsson (језик: енглески)
- Walls, Jeannette (27. 7. 2005). „Has Sienna Miller found love in Bloom?”. Today.com. Приступљено 7. 8. 2008.
- „Youtube Statistics – 2 Billion Views Per Day [Infographic]”. clearcutmedia.com. 1. 6. 2010. Архивирано из оригинала 27. 3. 2019. г. Приступљено 14. 11. 2019.
- „Rihanna's 'S&M' Video Restricted By YouTube, Banned In 11 Countries”. MTV News. Архивирано из оригинала 8. 11. 2017. г. Приступљено 13. 11. 2017.
- „Rihanna's 'S&M' Video Director Responds To Controversy”. MTV News. Архивирано из оригинала 13. 11. 2017. г. Приступљено 13. 11. 2017.
- „Ariana Grande's Super Racy 'Everyday' Video Will Totally Make You Blush”. Entertainment Tonight. Архивирано из оригинала 13. 11. 2017. г. Приступљено 13. 11. 2017.